# Nicolas Samuel Lietzau-Schreiber

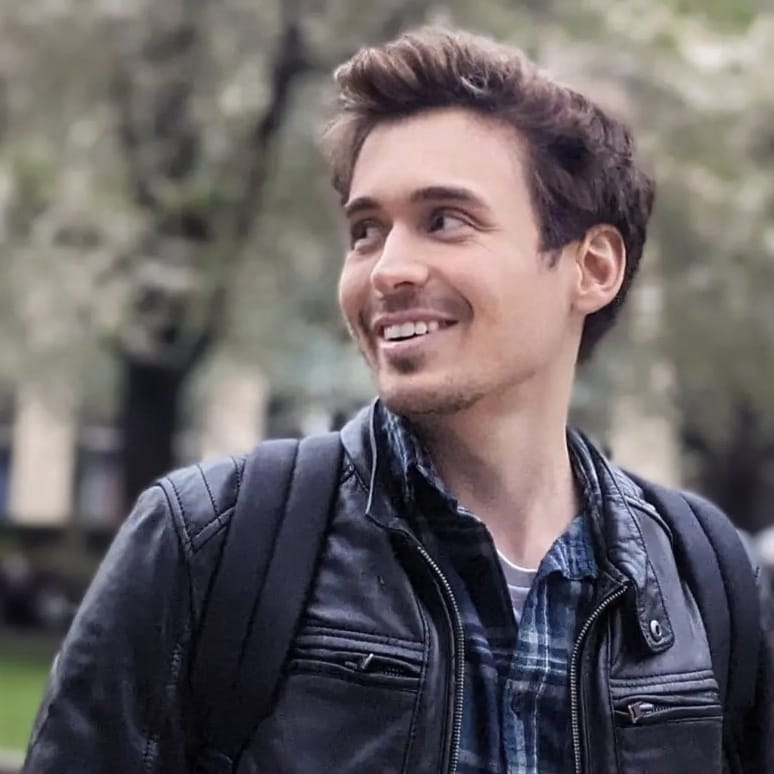
Nicolas Samuel Lietzau-Schreiber en la Feria del Libro de Leipzig 2023

Nicolas Samuel Lietzau-Schreiber (Múnich, 25 de mayo de 1991) es un autor alemán de videojuegos y ficción.

## Proyectos
Lietzau-Schreiber desempeñó un papel principal en Enderal, un mod de conversión total a gran escala para el juego de rol Skyrim, que ha estado en desarrollo desde 2012. Se lanzó inicialmente en alemán el 3 de julio de 2016 y en inglés el 14 de agosto del mismo año. En 2017, fue galardonado con el Game Award en la categoría de Mejor creación de fans. Lietzau-Schreiber dirigió el desarrollo y la escritura de Enderal en el estudio SureAI.
Desde marzo de 2017, Lietzau-Schreiber ha estado trabajando como escritora para el estudio Grimlore Games, propiedad de THQ Nordic. Desde 2021, ha sido el escritor principal del estudio español de desarrollo de juegos Alkimia Interactive. Allí, está trabajando en el remake del juego de rol de culto Gothic.
En 2020, Lietzau-Schreiber publicó el primer libro de la cuadrilogía 'Twelfth World', titulado «Dreams of the Dying».

## Juegos de vídeo
| Jahr | Título                       | rollo                                                                      |
| ---- | ---------------------------- | -------------------------------------------------------------------------- |
| 2016 | Enderal: The Shards of Order | Director de proyecto, escritor principal, diseñador de juegos, programador |
| 2017 | SpellForce 3                 | Escritor principal                                                         |
| 2019 | Enderal: Historias olvidadas | Director de proyecto, escritor principal, diseñador de juegos, programador |
| 2019 | SpellForce 3: Soul Harvest   | Escritor principal                                                         |
| 2020 | SpellForce 3: Fallen God     | Escritor principal                                                         |

## Libros
| Jahr | Título              | Serie         |
| ---- | ------------------- | ------------- |
| 2020 | Dreams of the Dying | Twelfth World |